# Алмазнянский металлургический завод
Алмазнянский металлургический завод — металлургическое предприятие, находившееся в городе Алмазная Луганской области Украины. Производил чугун передельный: бессемеровский и мартеновский, литейный (красный и шотландский) и чугуны специальные: зеркальный, ферромарганец и ферросилиций, а также отливки чугунные и медные.

## История
Построен 15 января 1898 года «Алмазным каменноугольным обществом». Летом 1898 года, была задута первая доменная печь, руда для которой поступала из Кривого Рога. В январе 1900 года была задута вторая доменная печь. В 1905 году Алмазнянский металлургический завод ввёл в строй третью доменную печь. К 1911 году производительность каждой из них составляла 10,8 тыс. пудов (164 тыс. тонн) чугуна в сутки. Также работали 60 коксовых печей.
В 1913 году завод, на котором работали 625 человек, выплавил 7,9 млн пудов чугуна.
В июне 1994 года «Доменный цех № 2 Коммунарского металлургического комбината» был реорганизован в «Алмазнянский металлургический завод». 1 февраля 1995 года «Алмазнянский металлургический завод» переименован в Открытое акционерное общество «Алмазнянский металлургический завод» (Приказ № 17 от 31.01.1995 г.) 25 января 2000 год ОАО было ликвидировано, на его базе 21 июня 2000 года на базе ликвидированного АМЗ появилось Общество с ограниченной ответственностью «Алмазнянский литейно-механический завод». В дальнейшем ООО «АЛМЗ» реорганизовалось в СПО ООО «Экина».
В 1999 году «Алмазнянский металлургический завод» был объявлен банкротом.  